# Islotes Paloma
Los islotes Paloma (en francés îlets Pigeon, pronunciado [ilɛ piʒɔ̃]) son dos pequeñas islas situadas frente a la playa de Malendure, en el municipio de  Bouillante, en la isla francesa de Guadalupe, que forman parte de la Reserva Cousteau.
El nombre de Pigeon proviene del de un propietario del terreno durante el siglo XVII. Los islotes también han sido llamados en ocasiones "islotes de Guayabas" (en francés îlets à Goyave, pronunciado [ilɛ a ɡɔjav]), aunque no se encuentren estas frutas en las islas.

## Estatus
Los islotes Paloma son propiedad del Estado y son administrados por la Oficina Nacional de Bosques. Además, se encuentran protegidos bajo diferentes denominaciones: zona natural de interés ecológico, faunístico y florístico de tipo 1 desde 1996; están incluidos como lugares naturales clasificados y forman parte del Parque nacional de Guadalupe y como Reserva de la biosfera por la UNESCO.

## Geología
Los islotes tienen un origen volcánico y están formados principalmente por andesita.

## Flora
Los islotes cuentan con una veintena de especies de árboles, de las cuales denomina el roble blanco. También, destacan el higuerón, el árbol de la muerte, el Capparis flexuosa, el alhelí blanco, el Lonchocarpus punctatus, la Piscidia carthaganensis, el palo de Campeche y la Capparis indica.

## Fauna
El único mamífero autóctono es el murciélago mastín. Además, también se encuentra en los islotes otro mamífero: la rata negra. Entre los reptiles autóctonos destacan el anolis de Guadalupe (Anolis marmoratus) y el Sphaerodactylus fantasticus. Otros reptiles insertados son la iguana verde, el gecko casero tropical y el Gymnophthalmus underwoodi.

## Turismo
Los islotes son frecuentados por turistas que practican snorkel en la Reserva Cousteau.

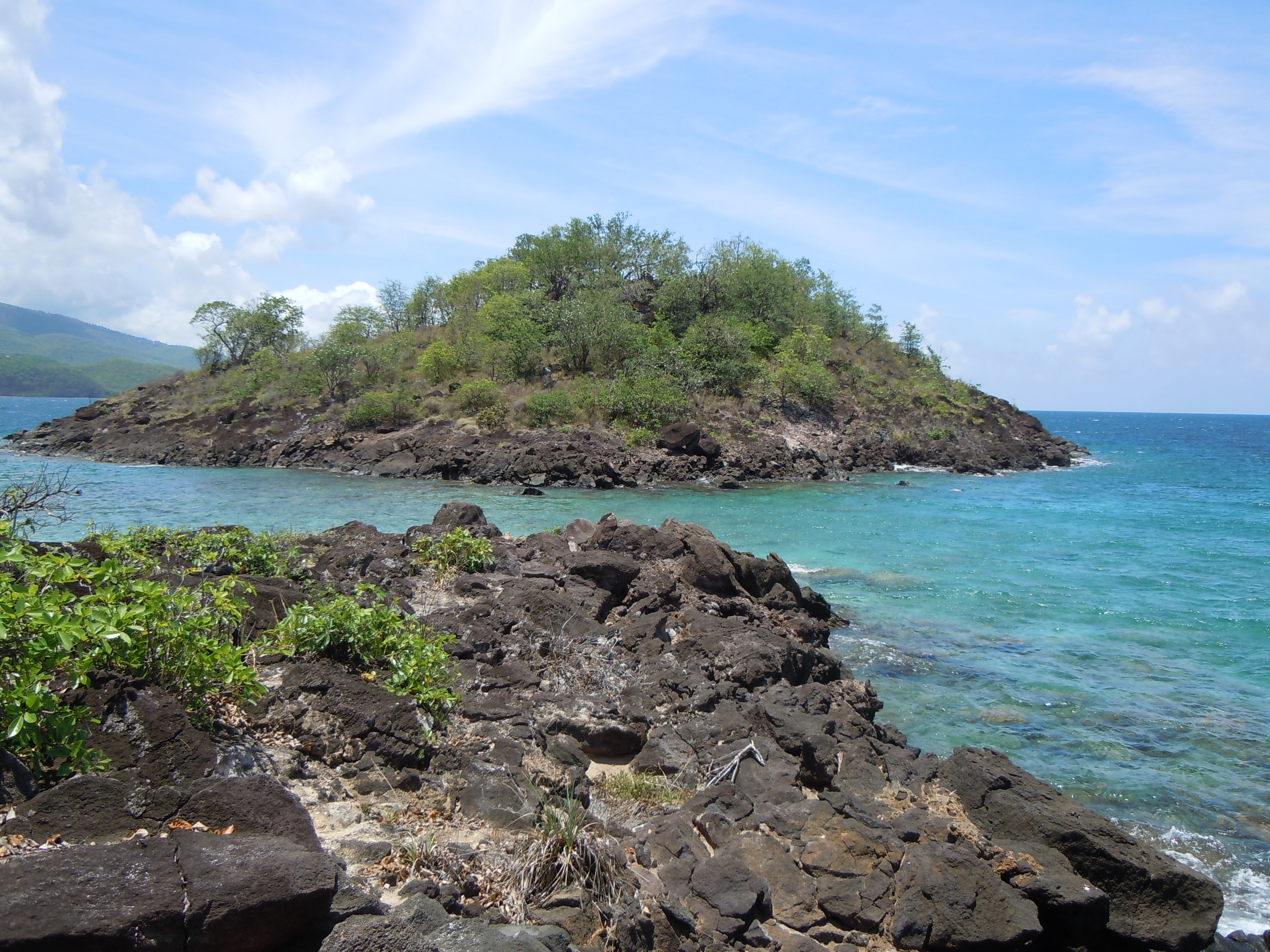
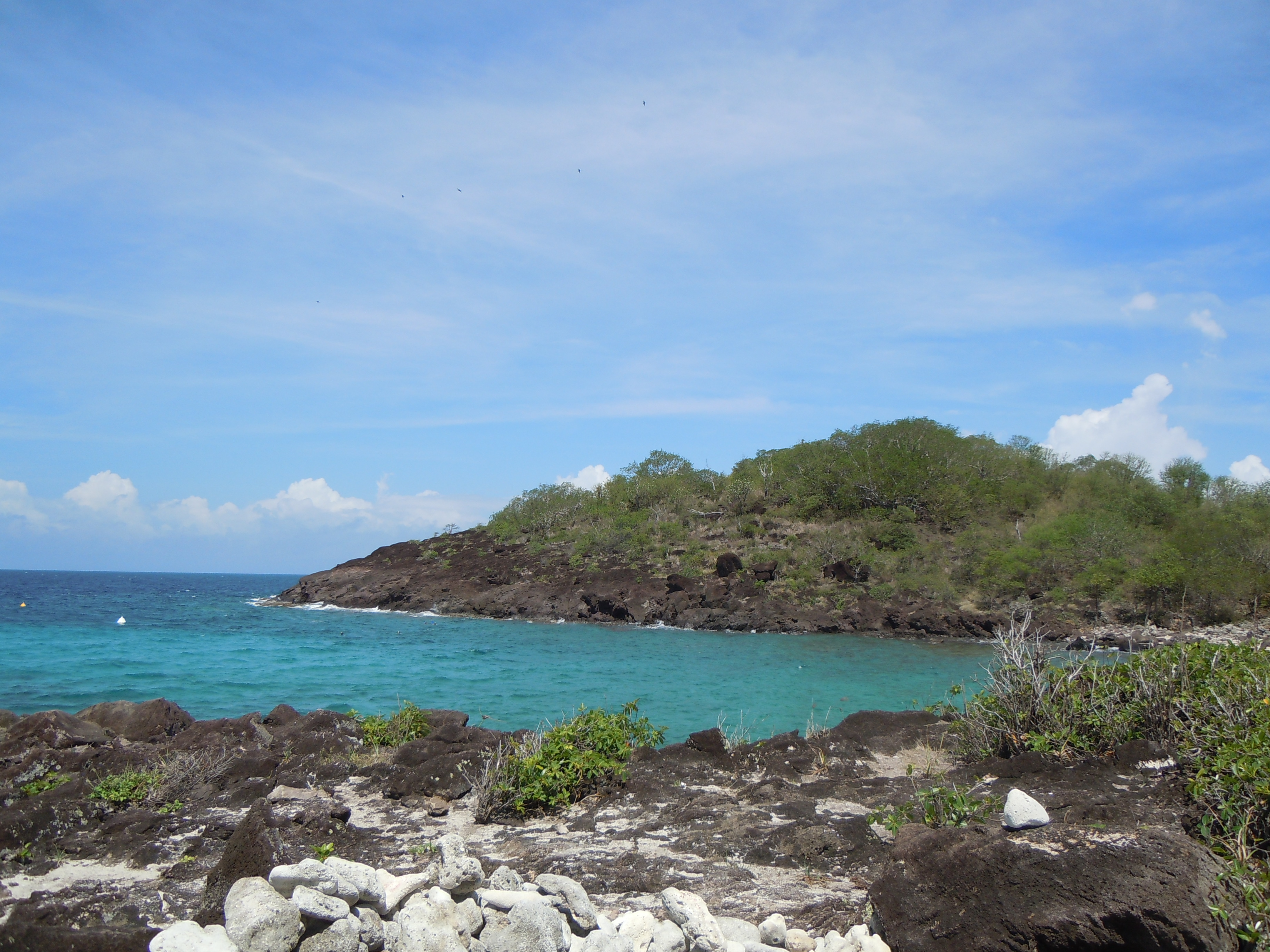
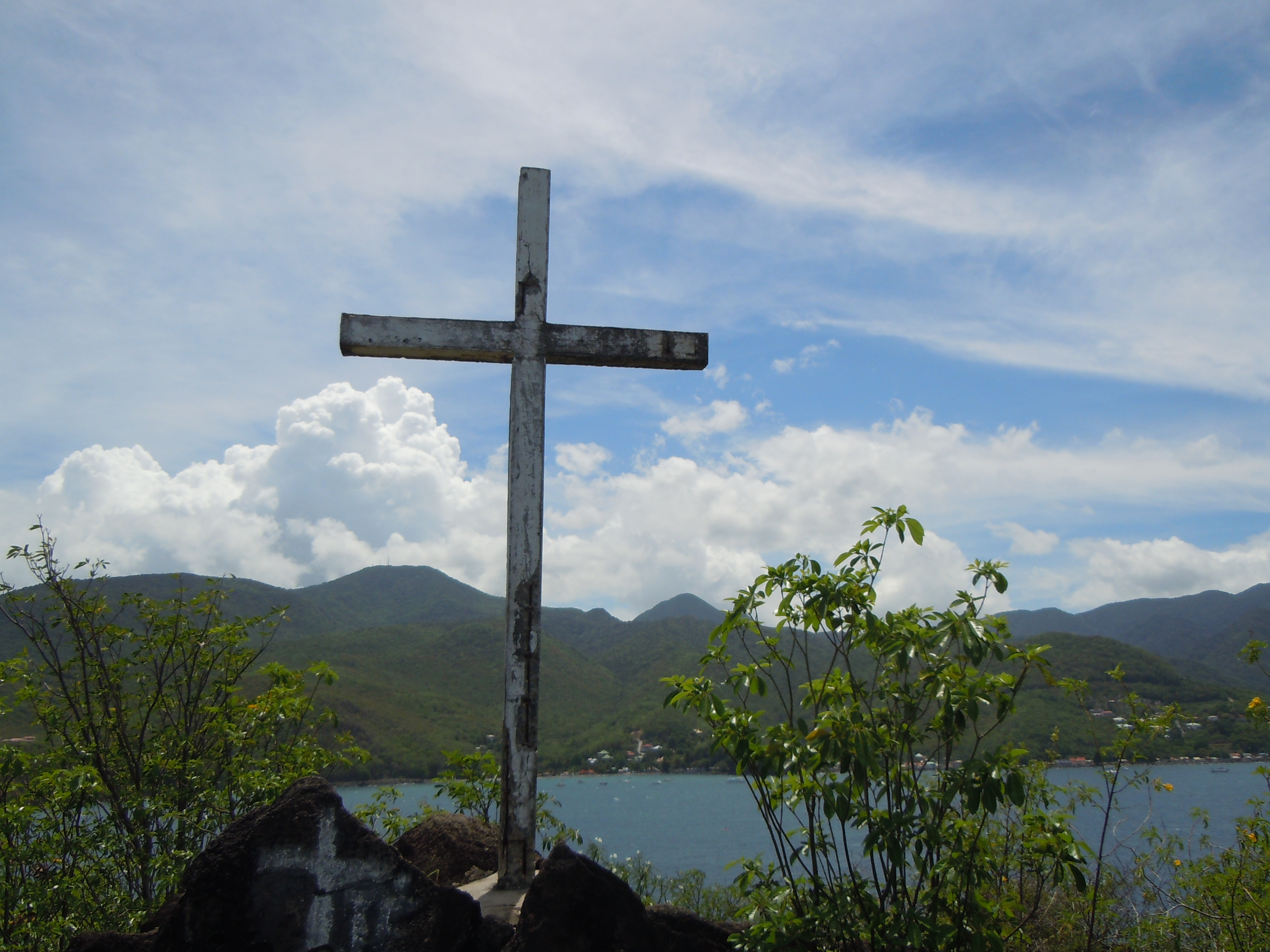
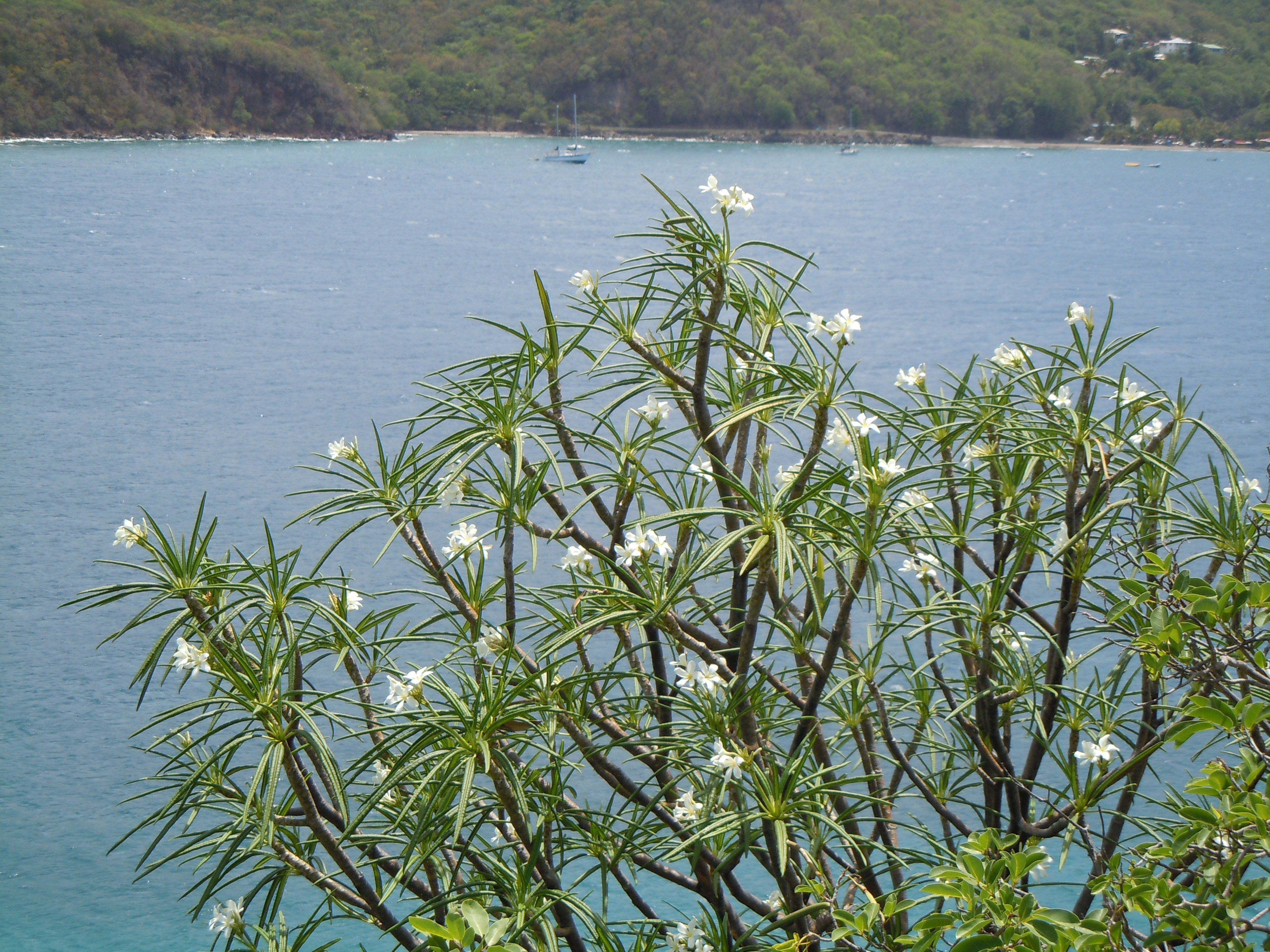